# Латеритные почвы

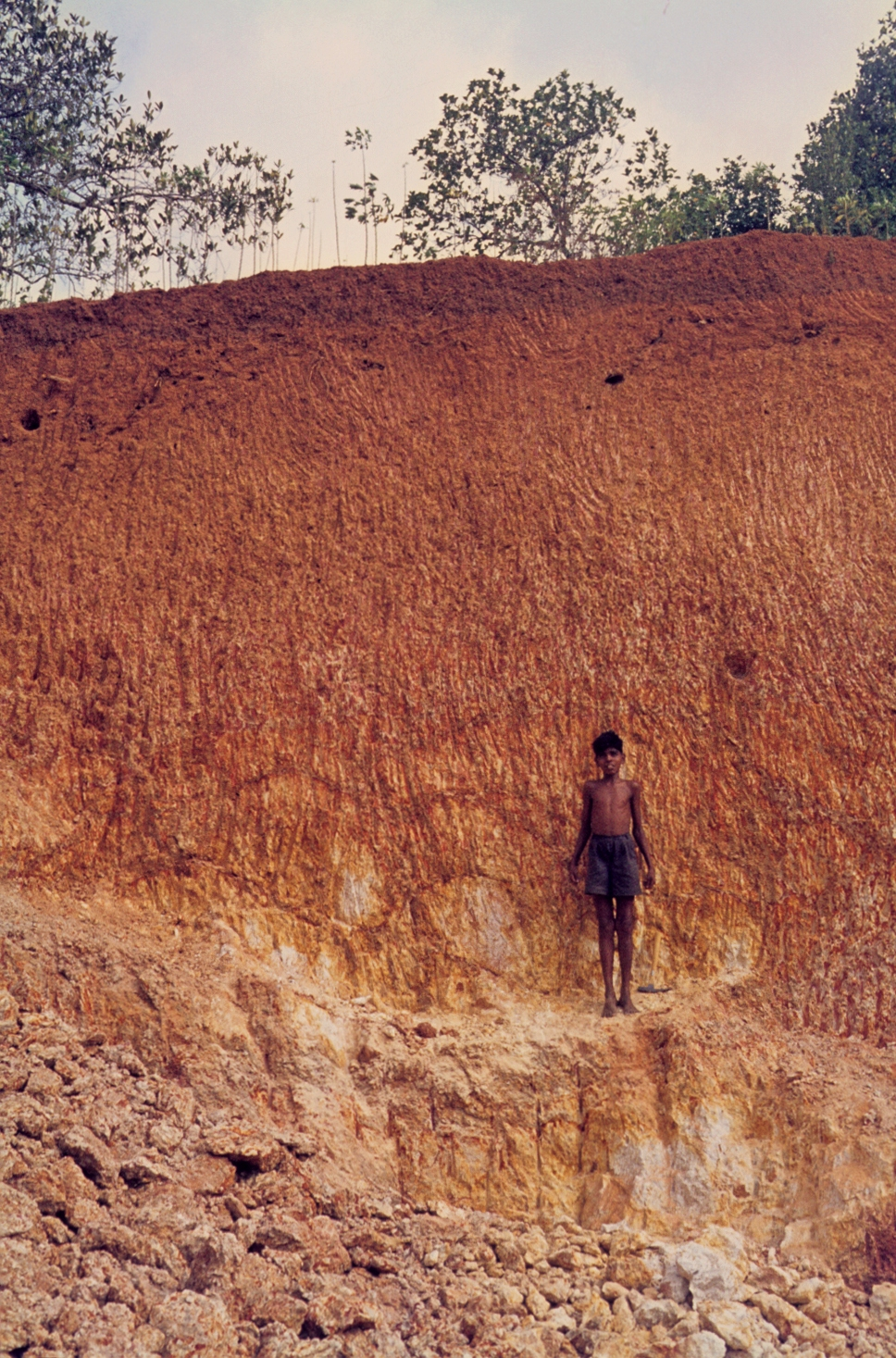
Латеритные почвы

Латери́тные почвы (лат. later -"кирпич", современное название ферралитные) - почвы, с высоким содержанием гидратов окиси железа и алюминия (65-80%) и низким содержанием кремнезёма,  характерны для тропического и субтропического климата  (центральная и южная Америка, Африка, Австралия).

## Формирование латеритных почв
Латеритные почвы образуются в зоне влажного экваториального климата под воздействием сильных ветров (латеритное выветривание), что определяет их состав. При высокой среднегодовой температуре (25-30° С), большом количестве осадков до 1500—2 500 мм в год, высокой влажности (около 80%) процесс распада органических остатков идет максимально быстро. Растительная масса минерализуется до незначительных остатков, образуя гумус, с выделением углекислого газа, серной кислоты и т.д. Интенсивное выветривание же охватывает все силикатные минералы, кроме кварца, это приводит к высвобождению окислов железа и алюминия и потери кремнезема.
Латерит служит основной материнской породой для разнообразных почв. Для латеритов же материнской породой могут служить как  разные горные породы, богатые силикатами и алюмосиликатами: граниты, диабазы, нефелиновые сиениты, базальты, различные кристаллические сланцы и прочее, так и различные древние озерно-речные отложения.

## Классификация
Латеритные почвы подразделяют на :
- оподзоленные (с более легким составом верхней части профиля)
- имеющие горизонты (с большим содержанием железа и зачастую превращающиеся в плотные слои латерита).

Согласно французской классификации выделяют три типа на основании интенсивности ферраллитизации. Четвертую группу определяют по выносу полуторных окислов и пятая по образованию панциря.
Цвет латеритных почв зависит от уровня увлажнения и почвообразующих пород - белые, желтые, коричневые, преобладающие - красные.

## География
Латеритные (ферралитные) почвы распространены на территории около 750 • 106 га в таких странах как Южная Америка (Бразилия), Африка (Конго, юг Центрально-Африканской Республики), в западной Анголе, Гвинее, восточной части Мадагаскара,   встречаются в Юго-Восточной Азии. Латеритные почвы наиболее развиты именно под лесными зонами, но быстро истощаются и требуют применения удобрений. Используются для выращивания кокосовых пальм, кофе, какао, гевеи, риса и некоторых других культур.